# Апсолутна вредност
У математици, апсолутна вредност (или модуо) реалног броја је његова нумеричка вредност не узимајући у обзир знак тог броја. 
Нпр. бројеви 3 и −3 имају апсолутну вредност 3, апсолутна вредност броја 5 је 5, броја −4 је 4, док је 0 апсолутна вредност само за број 0.

## Дефиниција
За било који реалан број a, апсолутна вредност, означава се ||, је једнака броју a ако је  ≥ 0, и − ако је  < 0.
{\displaystyle |a|=\left\{{\begin{matrix}a,&a\geq 0\\-a,&a<0\end{matrix}}\right.}
|| не може бити негативан број јер је апсолутна вредност увек или позитиван број или 0. Другим речима, неједначина || < 0 нема решења. Такође, не мора важити |−| = a, пошто a може бити негативно.
Апсолутна вредност се може разумети као удаљеност датог броја од нуле.

## Својства
Апсолутна вредност броја a има следећа својства:
1. || ≥ 0
2. || = 0 ако и само ако  = 0.
3. |/| = || / || (ако је b ≠ 0)
4. |+| ≤ || + || (неједнакост троугла)
5. {\displaystyle \left|a\right|={\sqrt {a^{2}}}}
6. || ≤  ако и само ако − ≤  ≤
7. || ≥  ако и само ако  ≤ − или  ≤

Последња два својства су корисна при решавању неједначина, нпр:
| − 3| ≤ 9
−9 ≤ −3 ≤ 9
−6 ≤  ≤ 12.
За реалну вредност аргумента, функција f(x) = || је непрекидна свуда, а диференцијабилна свуда осим за x = 0. Уколико је аргумент комплексна променљива, функција је непрекидна свуда, али није нигде холоморфна (односно диференцијабилна; један начин да се то види је да се докаже да не задовољава Коши-Риманове једначине).
За комплексни број z = a + ib, дефинише се модуо комплексног броја као || = √(2 + 2) = √ ( *) (погледати квадратни корен и Конјугован комплексан број). Овако дефинисан модуо комплексног броја задовољава својства 1-6 дата изнад. Опет се модуо комплексног броја, као и за реалне бројеве, може разумети као удаљеност од координатног почетка.
Често је корисно израз | − | посматрати као растојање између x и y (на реалној бројевној правој уколико су x и y реални бројеви, или, пак, у комплексној равни, уколико су x и y комплексни бројеви). Коришћењем овакве дефиниције, и скуп реалних, и скуп комплексних бројева постају метрички простори.
Функција није инвертибилна јер се сваком броју a и његовом опозиту − додељују исте вредности.

## Апсолутна вредносткомплексног броја
Апсолутна вредност комплексног броја (такође звана и модуо комплексног броја)
{\displaystyle c\in \mathbb {C} } је дата као
{\displaystyle |c|={\sqrt {c\,{\overline {c}}}}},
где је {\displaystyle {\overline {c}}} конјугована вредност броја {\displaystyle c}.
Писањем {\displaystyle c} као {\displaystyle c=a+b\,i} за {\displaystyle a,b\in \mathbb {R} },
горња једначина се своди на {\displaystyle |c|={\sqrt {a^{2}+b^{2}}}}.

## Апсолутна вредноствектора
Апсолутна вредност вектора  = (1, 2,..., x) у Еуклидском простору R дата је као
{\displaystyle \left|\mathbf {v} \right|={\sqrt {x_{1}^{2}+x_{2}^{2}+...+x_{n}^{2}}}}.
|| се може сматрати дужином вектора v.

## Алгоритам
У C програмском језику, abs(), labs(), llabs() (у C99), fabs(), fabsf(), и fabsl() функције рачунају апсолутну вредност њиховог аргумента. Кодирање апсолутне вредности када је аргумент цео број је лако:
```
int abs(int i)
{
    if (i < 0)
        return -i;
    else
        return i;
}
```